# 濱地雅一
濵地 雅一（はまち まさかず、1970年5月8日 - ）は、日本の政治家、弁護士。公明党所属の衆議院議員（5期）。公明党団体渉外委員長、中央幹事、政務調査会長代理、福岡県本部代表。
外務大臣政務官（第3次安倍第1次改造内閣）、厚生労働副大臣（第2次岸田第2次改造内閣）などを歴任した。

## 経歴
- 1970年5月8日 - 福岡県福岡市に生まれる。福岡市立元岡小学校、創価中学校・高等学校卒業[3]。
- 1994年 - 早稲田大学法学部卒業。UBS証券入社。
- 1997年 - 大手マンション開発販売会社入社。
- 2002年 - 司法書士試験合格。
- 2006年 - 旧司法試験合格（旧61期）。
- 2009年8月 - 第45回衆議院議員総選挙比例九州ブロックに公明党から名簿順位5位で立候補し落選。
- 2012年12月 - 第46回衆議院議員総選挙比例九州ブロックに公明党から名簿順位3位で立候補し初当選。
- 2014年12月 - 第47回衆議院議員総選挙比例九州ブロックに公明党から名簿順位3位で立候補し再選。
- 2015年10月 - 第3次安倍第1次改造内閣で外務大臣政務官に就任。
- 2017年10月 - 第48回衆議院議員総選挙比例九州ブロックに公明党から名簿順位3位で立候補し3選。
- 2021年10月 - 第49回衆議院議員総選挙比例九州ブロックに公明党から名簿順位1位で立候補し4選。
- 2023年9月 - 第2次岸田第2次改造内閣で厚生労働副大臣に就任[4]。
- 2024年
  - 10月 - 衆議院経済産業委員長に就任[5]。第50回衆議院議員総選挙比例九州ブロックに公明党から名簿順位1位で立候補し5選[6]。
  - 11月 - 公明党政務調査会長代理に就任。

## 役職歴

### 内閣
- 厚生労働副大臣（第2次岸田第2次改造内閣）
- 外務大臣政務官（第3次安倍第1次改造内閣）

### 衆議院
- 経済産業委員長
- 内閣委員会委員
- 総務委員会委員
- 予算委員会委員
- 消費者問題に関する特別委員会委員
- 我が国及び国際社会の平和安全法制に関する特別委員会委員
- 憲法審査会委員

### 公明党
- 政務調査会長代理
- 団体渉外委員長
- 中央幹事
- 福岡県本部代表
- 国会対策委員長代理
- 国際局長
- 青年局次長

## 政策・主張
- 選択的夫婦別姓制度導入について、「同姓か別姓かを自由に選べるようにすべき」としている[7]。
- 集団的自衛権の行使に賛成。
- アベノミクスを評価する。
- 軽減税率の導入に賛成。
- 村山談話、河野談話を見直すべきでないとしている。
- ヘイトスピーチを法律で規制することに賛成[8]。
- 同性婚の法制化に賛成[9]。

## 不祥事
- 産経新聞の報道によると、2015年6月19日、安全保障関連法案を審議中の衆院平和安全法制特別委員会で民主党衆議院議員の辻元清美が徴兵制について質問していた際に、「バカか」とヤジを飛ばしていたことが判明した。濱地はその日のうちに事実を認め、辻元の事務所を訪ねて「申し訳ない」と謝罪した[10]。

## 所属団体・役職
- 下関北九州道路整備促進期成同盟会（顧問）[11]

## 選挙歴
| 当落 | 選挙                   | 執行日         | 年齢 | 選挙区           | 政党   | 得票数 | 得票率 | 定数 | 得票順位 /候補者数 | 政党内比例順位 /政党当選者数 |
| ---- | ---------------------- | -------------- | ---- | ---------------- | ------ | ------ | ------ | ---- | ------------------ | ---------------------------- |
| 落   | 第45回衆議院議員総選挙 | 2009年08月30日 | 39   | 比例九州ブロック | 公明党 | ーー票 | ーー   | 21   | /                  | 5/3                          |
| 当   | 第46回衆議院議員総選挙 | 2012年12月16日 | 42   | 比例九州ブロック | 公明党 | ーー票 | ーー   | 21   | /                  | 3/3                          |
| 当   | 第47回衆議院議員総選挙 | 2014年12月14日 | 44   | 比例九州ブロック | 公明党 | ーー票 | ーー   | 21   | /                  | 3/4                          |
| 当   | 第48回衆議院議員総選挙 | 2017年10月22日 | 47   | 比例九州ブロック | 公明党 | ーー票 | ーー   | 20   | /                  | 3/3                          |
| 当   | 第49回衆議院議員総選挙 | 2021年10月31日 | 51   | 比例九州ブロック | 公明党 | ーー票 | ーー   | 20   | /                  | 1/4                          |
| 当   | 第50回衆議院議員総選挙 | 2024年10月27日 | 54   | 比例九州ブロック | 公明党 | ーー票 | ーー   | 20   | /                  | 1/3                          |